# Västkustjazz
Västkustjazz är en form av jazz som utvecklades i Los Angeles och San Francisco vid ungefär samma tid som hardbopjazzen utvecklades i New York, runt 1950-talet och 1960-talet. Västkustjazzen sågs generellt sett som en undergenre till cool jazz. Västkustjazzen innehåller också ofta inslag av bossa nova. Tv-serien Peter Gunn från 1950- och 60-talet anses vara bidragande till att västkustjazzen blev mainstream. Bland kompositörerna inblandade i Peter Gunn kan nämnas bland annat Henry Mancini.
Kända jazzmusiker inom genren är bland andra Shorty Rogers, Gerry Mulligan, Chet Baker, Stan Getz, Bud Shank, Bob Cooper, Jimmy Giuffre, Shelly Manne, Bill Holman, Manny Albam, André Previn, Alfredo and the Fettuc, och Dave Brubeck med Paul Desmond.Bland svenska band inom västkustjazzen kan nämnas Lars Jansson Trio (Lars Jansson (jazzmusiker)), Tighta Jeans och Peter Asplund & Martin Sjöstedt Dektett.